# Tadeusz Chojnacki
Tadeusz Chojnacki (ur. 24 lipca 1941 w Izbicy Kujawskiej) – polski trener siatkówki, zdobywca tytułu mistrza Polski z żeńską drużyną Chemika Police (1994), trener reprezentacji Polski seniorek (1994-1995).

## Życiorys
W 1968 ukończył studia na Akademii Wychowania Fizycznego w Warszawie, następnie mieszkał i pracował w Szczecinie, w Studium Wychowania Fizycznego i Sportu Wyższej Szkoły Pedagogicznej, a od 1985 w SWFiS Uniwersytetu Szczecińskiego. Równocześnie z pracą na uczelni był trenerem. W latach 70. prowadził m.in. męską drużynę Chemika Police i Stali Stocznia Szczecin (do sezonu 1980/1981). Ponownie trenował ten zespół w sezonie 1988/1989, zdobywając brązowy medal mistrzostw Polski. W pierwszej połowie lat 90. był trenerem żeńskiej drużyny Chemika Police, którą wprowadził w 1993 do ekstraklasy, w 1994 wywalczył mistrzostwo Polski, a w 1993 i 1994 Puchar Polski. W 1994 został trenerem reprezentacji Polski seniorek, uzyskał z nią awans do mistrzostw Europy w 1995, ale zrezygnował ze swojej funkcji z przyczyn finansowych bezpośrednio przed ME, w lipcu 1995 (jego następcą został dotychczasowy asystent Leszek Piasecki). W sezonie 1995/1996 prowadził męską drużynę Solo Morze Szczecin, zajmując z nią 5 miejsce w lidze. W sezonie 1997/1998 wywalczył natomiast ze szczecińską drużyną tytuł wicemistrza Polski.
Przeszedł na emeryturę w 2007.